# Sircilla
Sircilla (Telugu సిరిసిల్, Urdu سرسلہ) ist eine Stadt im indischen Bundesstaat Telangana.
Die Stadt am Ufer des Flusses Maner (eines Zuflusses des Godavari) ist Hauptort des Distrikts Rajanna Sircilla, der 2016 gegründet wurde. Sircilla hat den Status einer Municipality. Die Stadt ist in 13 Wards gegliedert. Sie hatte am Stichtag der Volkszählung 2011 75.550 Einwohner.
Siricilla ist mit über 40.000 Webmaschinen das größte Textilzentrum im Bundesstaat Telangana. Es ist auch die Heimat mehrerer Spinnereien, Textilverarbeitungs- und Färbeindustrien.